# Väärä (sjö i Norra Savolax)
Väärä eller Vääräjärvi är en sjö i Finland. Den ligger i kommunen Kuopio i landskapet Norra Savolax, i den centrala delen av landet, 300 km norr om huvudstaden Helsingfors. Väärä ligger 85,7 meter över havet. Den är 16 meter djup. Arean är 72,3 hektar och strandlinjen är 8,7 kilometer lång. Sjön  ingår i Vuoksens huvudavrinningsområde. 